# Polyrhachis arachne
Polyrhachis arachne é uma espécie de formiga do gênero Polyrhachis, pertencente à subfamília Formicinae.